# Leiothrix fluminensis
Leiothrix fluminensis är en gräsväxtart som beskrevs av Wilhelm Willy Otto Eugen Ruhland. Leiothrix fluminensis ingår i släktet Leiothrix och familjen Eriocaulaceae. Inga underarter finns listade i Catalogue of Life.